# Dialetto castigliano settentrionale

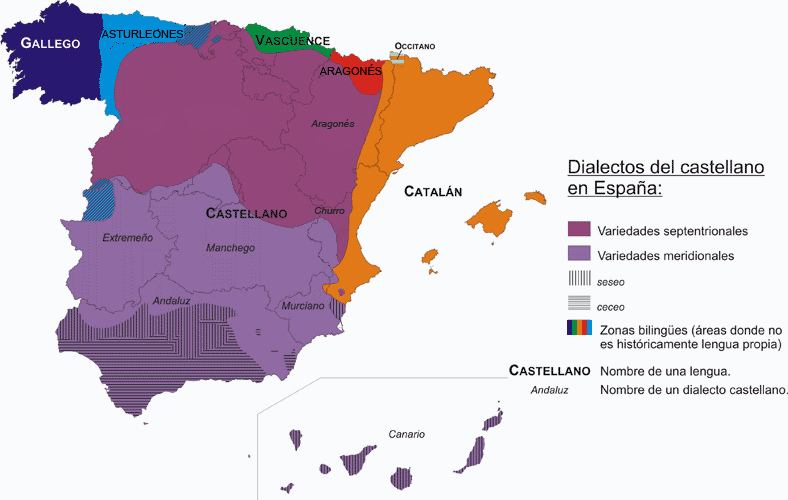
Lingue e dialetti parlati in Spagna verso il 1950.

Per dialetto castigliano settentrionale, o altrimenti detto spagnolo castigliano, si intende l'insieme di varietà dialettali dello spagnolo utilizzate nella metà settentrionale della Spagna, nella regione che va dalla Cantabria a nord a Cuenca nel sud, confinando a est con l'aragonese e il catalano e a ovest con l'asturiano-leonese. Lo spagnolo settentrionale tende ad essere considerato in Spagna il più conservatore e il più vicino allo spagnolo standard.
Lo spagnolo settentrionale viene usato in contrapposizione ai dialetti spagnoli meridionali, dei quali i più studiati sono quelli dell'Andalusia.
La definizione territoriale di dialetto castigliano viene utilizzata a volte con valore puramente politico o ideologico, ma non linguistico. Per esempio, nella definizione data dallo studioso Manuel Seco, vengono esclusi dallo "spagnolo standard" (senza giustificazione alcuna) l'Andalusia Occidentale, Andalusia Orientale, Estremadura, Murcia e Canarie. Se ci atteniamo ai due tratti dello spagnolo separati da norme di pronuncia all'interno del mondo ispanofono, né Madrid, né La Mancia, né altre regioni del sud della Spagna hanno molto in comune con i dialetti settentrionali dello spagnolo peninsulare. Questi tratti sono la distinzione s/z e l'aspirazione delle esse e zeta postvocaliche.
Per cui, parlando in senso stretto lo spagnolo settentrionale non comprende il dialetto di Madrid né nessun altro di quelli parlati a sud di questa città.

## Caratteristiche linguistiche
Ecco ora alcuni dei tratti più rappresentativi di questo dialetto.

### Fonologia
- La /s/ aspra sibilante, di articolazione apico-alveolare che caratterizza anche la /s/ catalana, occitana, galiziana e altre varietà gallo-romanze del Nord Italia e della Svizzera meridionale. Inoltre si trova nella Spagna meridionale, tranne l'Andalusia; il fonema /s/ si articola in diversi modi in Andalusia, ma molto raramente come apico-alveolare, e questa è precisamente l'unica caratteristica che delimita chiaramente i dialetti di questa comunità da quelli delle comunità limitrofe.
- Il fonema /θ/ diverso da /s/, creduto fissato nella sua forma attuale nel XVII secolo (benché altri studiosi indichino il XIV secolo. Vedi riorganizzazione delle sibilanti) e che si rappresenta con «z» e con «c» davanti a 'e', 'i'. Questo fonema inoltre si dà nel sud della Spagna, tranne in buona parte dell'Andalusia e in alcune varietà del sardo e del veneziano.
- Il suono fricativo velare sordo /x/, a volte uvulare e molto stridente (somigliante alla "ch" di alcuni dialetti del tedesco) e molto poco presente in America dove la variante velare si sente solo nell'entroterra messicano e nel Perù, così come in alcune zone del Sud America.
- Forte tendenza anti-iato, che riduce gli iati a dittonghi:

- indoeuropeo > indouropeo > induropeo;
- héroe > herue ['erwe];
- ahora > ahura [a'ura] > ara ['ara],
- ecc.
- Vi sono parlanti yeísti e non yeísti. Yeísmo significa pronunciare il dígrafo <ll> come una <y>. La distinzione y/ll sta nel processo di sparizione.
- Ammutolimento della /d/ finale nelle parole ossitone:

- salud > salú [sa'lu],
-verdad > verdá [ber'δa].
Questo fenomeno si produce perfino quando la parola seguente comincia per vocale: questa fonologia si ha anche a Madrid e nelle regioni di La Mancia. Vi sono inoltre zone dove la /d/ finale si pronuncia come una [θ], specialmente nella valle del Duero, come in Madrid > Madriz. questa ultima pronuncia si ha anche come variante formale in altri luoghi della Spagna, come quello madrileno.
Ci sono fenomeni molto estesi nella lingua colloquiale:
- Ammutolimento della /d/ ([ð̞]) approssimante nella terminazione -ado: agrandado /agrandáo/. Benché questo aspetto sia, in misura maggiore o minore, comune a tutto lo spagnolo peninsulare, nei dialetti del nord non lo è nei participi in -ido: comido > comío [ko'mio], perdido > perdío [per'δio]; né nei participi in -ada o -ida. Quest'ultimo è proprio dei dialetti del sud.

In alcuni sotto-dialetti si producono fenomeni aggiuntivi:
- Lo yeísmo con «y» affricata, benché sia più vincolato ai dialetti del sud.
- La pronuncia della /k/ come [θ] davanti ad altra consonante esplosiva: doctor /doztór/, acto /azto/, che di solito si evita nella parlata formale; questa caratteristica è in disuso nello spagnolo settentrionale, ma seguita ad usarsi nello spagnolo madrileno.
- La pronuncia della /g/ implosiva come [x]: digno /díxno/, di solito viene evitata nella parlata formale.
- Elisione della componente occlusiva, scritta <x>, che suona come /s/: sexo > seso ['ses:o] , texto > testo ['testo]. È generale in posizione implosiva, ma in posizione intervocalica i parlanti con un maggior livello culturale sono soliti pronunciarla [k]: sexo ['sekso], taxi ['taksi].

Recentemente, si sono osservati i seguenti mutamenti:
- Mutamento nella pronuncia di <ch>, che oggi suona più alveolare che palatale, come [ts];
- Aspirazione di /s/ implosiva in stile meridionale, specialmente davanti a consonante velare, mosca > mojca, es que > ej que; per influenza dei dialetti del sud, come quello di Madrid.
- Presenza di /rr/ sibilata in Navarra e La Rioja, e possibilmente in zone vicine.

### Grammatica
- In alcune zone la caratteristica morfosintattica più tipica del castigliano è il laísmo. Nei parlanti laísti i pronomi "le" e "les" in funzione di oggetto indiretto prendono la forma femminile "la", "las": "cógela la cartera" (prendigli il portafoglio), "la dices que venga" (digli di venire) invece di "cógele la cartera" e "le dices que venga". Il fenomeno è antico, ma non è mai stato considerato standard nello spagnolo; per questo motivo il laísmo non ha attecchito oltre la Castiglia ed è pressoché sconosciuto in America.
- Diverso è il trattamento del leísmo, apparso dopo il Medioevo, consistente nel uso di "le" in funzione di oggetto diretto, soprattutto quando riferito a esseri umani; per esempio, nel maschile singolare, "le vi" per "lo vi". Questo fenomeno attualmente è accettato dai prescrittivisti poiché la sua estensione è molto maggiore in Spagna e nelle regioni americane. Tuttavia, anche in quasi tutti i dialetti dell'antica Castiglia la Vecchia risulta generalizzato il leísmo, non ammesso dai prescrittivisti ("Déjamele" per "Déjamelo"). Si hanno inoltre fenomeni di loísmo.
- Uso di "vosotros" come pronome personale confidenziale di seconda persona plurale, davanti a "ustedes", usato come forma di rispetto. Si usa inoltre in quasi tutta la Spagna meridionale, ma non nelle Canarie e nemmeno in America.

I tratti anche rilevanti in alcuni dei sottodialetti sono:
- Distinzione dell'uso tra l'indefinito e il preterito perfetto ("hoy he ido al mercado" / "ayer salí pronto"). Questa distinzione si ha nella maggior parte della Spagna.
- Sostituzione dell'imperfetto congiuntivo con il condizionale semplice, altrimenti detto condizionale basco ("Si tendría tiempo, iría", invece di "Si tuviese/tuviera tiempo, iría). Si ha in quasi tutta la Navarra, Álava, Vizcaya, La Rioja e in alcune parti della Cantabria. In questi casi, il parlante non fa differenza tra "hubiera/hubiese" e "habría", potendo dire "Si habrías comprado pan, no tendríamos hambre".
- Uso dell'infinito al posto dell'imperativo plurale confidenziale: (vosotros) Ser buenos y callaros (nel linguaggio formale e scritto, Sed buenos y callaos); questo uso viene esteso in tutta la Penisola Iberica.
- La parlata colloquiale generale, anteposizione dell'articolo maschile "el" al pronome interrogativo "qué". Per esempio,
- ¿Has traído el libro?
- ¿El qué? [invece di (¿Qué?)
- El libro.

- Nel caso della Navarra, si ha il regionalismo dell'anteposizione dell'articolo neutro "lo" al pronome interrogativo "qué". Per esempio,
- ¿Has traído el libro?
- ¿Lo qué? [invece di (¿Qué?)
- El libro.

Sebbene possa sembrare, in nessun caso precedente si tratta di loísmo o di leísmo.

### Lessico
Il lessico del castigliano settentrionale, come altri dialetti, è prevalentemente di origine latina e, come il resto delle varietà dello spagnolo contiene alcuni arcaismi, ma in genere non in quantità superiore a quella di altre varietà.